# 名寄市立総合病院
名寄市立総合病院（なよろしりつそうごうびょういん）は、北海道名寄市にある医療機関。名寄市病院事業の設置等に関する条例（平成18年3月27日条例第207号）に基づき設置された市立の病院である。
上川北部地域保健医療圏の地域センター病院に指定されており、名寄市内のみならず、南宗谷や留萌北部、オホーツク北部、幌加内町北部などから患者を受け入れている道北地方の基幹病院である。

## 沿革
- 1937年（昭和12年）11月14日 - 名寄町立社会病院開設許可
- 1939年（昭和14年）5月5日 ‐ 名寄町立社会病院附属看護婦講習所設置
- 1944年（昭和19年）11月25日 ‐ 火災により大部分焼失
- 1956年（昭和31年）4月1日 - 市制施行により名寄市立病院と改称
- 1957年（昭和32年）7月31日 ‐ 総合病院の承認を受ける
- 1961年（昭和36年）12月20日 - 一般病棟全面改築をする
- 1974年（昭和49年）3月20日 ‐ 救急告示病院の認定を受ける
- 1984年（昭和59年）3月2日 - 上川北部地域保健医療圏の地域センター病院に指定[1]
- 1992年（平成4年）‐ 老朽化のため建物全面改築する
- 1995年（平成7年）3月31日 ‐ 准看護婦養成所を廃止する
- 1996年（平成8年）4月 - 地域医療支援室運営事業を開始[1]
- 1998年（平成10年） - 感染症、人工透析棟の増設及び増床
- 1997年12月25日 - 災害拠点病院の指定を受ける[2]
- 1999年（平成11年） ‐ 一般病棟を増築する
- 2003年（平成15年）4月1日 ‐ 全科院外処方せんになる
- 2008年（平成20年）7月30日 ‐ 増改築した救急外来棟の利用開始
- 2008年（平成20年）10月1日 ‐ 増築した集中治療室の利用開始
- 2009年（平成21年）4月 ‐ 『名寄市立病院改革プラン』策定
- 2012年（平成24年）7月1日 ‐ 新生児集中治療室・LDR室稼働開始
- 2014年（平成26年）5月1日　‐ 新館（精神科病棟）をオープンする
- 2015年（平成27年）8月1日 ‐ 救命救急センター指定
- 2015年（平成27年）12月 ‐ ドクターカー運用開始
- 2017年（平成29年）4月 ‐ 総合内科開設
- 2018年（平成30年）4月 ‐ 公営企業法全部適用

## 診療科目
- 総合内科、循環器内科、呼吸器内科、消化器内科、糖尿病・代謝内科、小児科、外科、心臓血管外科、整形外科、脳神経外科、産婦人科、眼科、耳鼻咽喉科、泌尿器科、皮膚科、心療内科・精神科、麻酔科、救急科

## 部門
- 救命救急センター
- 医療情報管理室
- こころのリハビリテーションセンター
- 医療安全管理部
- 地域医療連携室
- 薬剤部
- 医療技術部
- 看護部

## 医療機関の指定等

### 指定
- 日本医療機能評価機構認定病院
- NPO法人卒後臨床研修評価機構認定病院
- 救急告示病院
- 地方センター病院（道北第三次保健医療福祉圏）
- 地域センター病院（へき地医療拠点病院）
- 上川北部地区災害拠点病院（地域災害医療センター）
- 地域周産期母子医療センター
- 第二種感染症指定医療機関
- SARS患者等受入医療機関協力病院
- 健康保険指定病院
- 国民健康保険指定病院
- 原爆被爆者医療法医療指定病院
- 労災保険医療指定病院
- 臓器提供施設
- 結核予防法医療指定病院
- 精神保健法通院指定病院
- 特定疾患治療研究事業指定病院
- 小児慢性疾患医療指定病院
- 未熟児養育医療指定病院
- 名寄市入院助産施設指定病院
- 運動療法施設基準認可病院（リハビリ・精神科作業療法）
- 心神喪失者等医療観察法指定通院医療機関
- 救命救急センター

### 教育関係
- 医師臨床研修指定病院（基幹型）
- 医師臨床研修指定病院（協力型：旭川医科大学病院・北海道大学病院）
- 外国人医師臨床修練指定施設
- 総合内科医養成研修センター指定病院
- 名寄市立大学看護学科実習病院
- 上川北部医師会附属准看護学院実習病院
- 北都保健福祉専門学校実習病院

### 学会関係
- 「日本内科学会」認定医制度教育関連病院
- 「日本循環器学会」循環器専門医研修施
- 「日本心血管インターベンション治療学会」研修施設
- 「日本不整脈学会・日本心電学会」認定不整脈専門医研修施設
- 「日本小児科学会」小児科専門医研修施設
- 「日本周産期・新生児医学会」周産期新生児専門医暫定研修施設
- 「日本外科学会」専門医制度修練施設
- 「三学会構成心臓血管外科専門医認定機構」基幹施設
- 「日本胸部外科学会」認定医認定制度指定施設
- 「関連10学会構成  ステントグラフト実施基準管理委員会」ステントグラフト実施施設（腹部・胸部）
- 「日本整形外科学会」専門医制度研修施設
- 「日本脳神経外科学会」専門医訓練施設
- 「日本脳卒中学会」専門医研修教育病院
- 「日本産科婦人科学会」専門医制度卒後研修指導施設
- 「日本産科婦人科内視鏡学会」認定研修施設
- 「日本眼科学会」専門医制度研修施設
- 「日本耳鼻咽喉科学会」専門医研修施設
- 「日本泌尿器科学会」専門医教育施設
- 「日本麻酔科学会」麻酔科認定病院
- 「北海道医師会」母体保護法指定医師研修機関
- 「日本感染症学会」専門医研修施設
- 「日本病理学会」病理専門医研修登録施設
- 「マンモグラフィ検診精度管理中央委員会」認定検診施設
- 「日本静脈経腸栄養学会」NST（栄養サポートチーム）稼動施設
- 「日本精神神経学会」精神科専門医制度研修施設
- 「日本消化器内視鏡学会」指導施設
- 「日本呼吸器学会」関連施設
- 「日本高血圧学会」高血圧専門医認定施設
- 「日本救急医学会」救急科専門医指定施設
- 「日本消化器病学会」認定施設
- 「日本肝臓学会」認定施設

## 交通アクセス
- JR宗谷本線名寄駅より徒歩10分

## 関連人物
- 佐古和廣 - 名誉院長[3]